# Glossolepis dorityi
Arc-en-ciel de Dority
Espèce
Statut de conservation UICN

PEWB2ab(v) : Peut-être éteint à l'état sauvage
Glossolepis dorityi, l’Arc-en-ciel de Dority, est une espèce de poissons arc-en-ciel endémiques du Nord de la Papouasie occidentale.

## Répartition et habitat
L’espèce n’est connue que dans deux lacs du réseau hydrographique de la rivière Grime où il a été capturé pour la dernière fois en 2008. Certains des individus élevés en captivité peuvent être trouvés dans le commerce de l’aquarium.

## Description
Les individus de Glossolepis dorityi sont verdâtres, avec des rayures orange entre les rangées régulières de grandes écailles. Les rayures sont particulièrement proéminentes pendant la parade nuptiale. Les femelles n’ont pas les rayures entre les rangées d’écailles. L’espèce peut atteindre 11,5 cm.

## Comportement
L’espèce vit en banc et se nourrit de diverses plantes et insectes. Pendant la reproduction, des couples de poissons se rejoignent sur le lit de la rivière. Après l’éclosion des jeunes, ils sont abandonnés. Les poissons juvéniles mesurent 4 mm de long et se nourrissent d'invertébrés microscopiques et de plantes jusqu’à ce qu’ils atteignent leur maturité.

## Menacé
Glossolepis dorityi est peut-être disparu à l’état sauvage, en raison de la menace de l'aquaculture et de la concurrence avec des espèces non indigènes telles que les tilapias et les carpes.

## Systématique
Le nom valide complet (avec auteur) de ce taxon est Glossolepis dorityi Allen, 2001,.

## Étymologie
Son épithète spécifique, dorityi, lui a été donnée en l'honneur de Dan Dority qui a collecté le spécimen type.

## Publication originale
- (en) Gerald R. Allen, « A new species of rainbowfish (Glossolepis: Melanotaeniidae) from Irian Jaya, Indonesia », Journal of the Australia New Guinea Fishes Association, vol. 15, no 3,‎ 2001, p. 766-775 (ISSN 0813-3778 et 2205-9342, lire en ligne).